# Дороті Арзнер
Дороті Емма Арзнер (англ. Dorothy Emma Arzner; 3 січня 1897 — 1 жовтня 1979) — американська кінорежисерка, чия кар'єра в Голлівуді тривала від ери німого кіно у 1920-х до початку 1940-х років.

## Біографія

### Раннє життя
Народилася 3 січня 1897 року в Сан-Франциско, в сім'ї Дженеттер і Луї Арзнерів. Виросла в Лос-Анджелесі, де її батькові належав ресторан, відвідуваний багатьма голлівудськими знаменитостями. Після закінчення середньої школи вступила до Університету Південної Каліфорнії, де два роки вивчала медицину. Під час Першої світової війни залишила навчання, щоб працювати за кордоном медсестрою. Після закінчення війни не продовжила навчання і, після візиту в кіностудію, вирішила почати кар'єру там.
Протягом шести місяців після знайомства з Вільямом Деміллем, головним директором Famous Players-Lasky Corporation, материнської компанії Paramount, Арзнер стала редакторкою у дочірній компанії Paramount, Realart Studio, де змонтувала 52 фільми. У 1922 році її відкликали до Paramount для монтажу фільму Рудольфа Валентино «Кров і пісок» (1922). Робота Арзнер над «Кров і пісок» привернула увагу режисера Джеймса Круза, який пізніше запросив її як сценаристку та редакторку для низки своїх фільмів. За словами Арзнер, Круз розповідав людям, що вона «його права рука». Зрештою вона написала сценарій знімання та відредагувала «Старі броненосці» Круза (1926).
Завдяки своїй роботі з Крузом, Арзнер отримала значні важелі впливу і пригрозила залишити Paramount до Колумбії, якщо їй не дадуть картину для режисури. Коли вона сказала, що йде, керівник нью-йоркської студії Paramount Волт Вангер запропонував Арзнер роботу в сценарному відділі та обговорити питання режисури колись у майбутньому. Дороті відповіла: «Ні, якщо я не зможу бути на знімальному майданчику за два тижні з фільмом категорії А. Я краще зроблю картину для невеликої компанії й піду по-своєму, ніж фільм категорії Б для Paramount». Тоді Вангер запропонував їй зняти комедію за п'єсою «Найкраще одягнена жінка в Парижі», яка пізніше отримає назву «Мода для жінок» (1927), перший фільм Дороті Арзнер.
До «Моди для жінок» не була режисеркою. У фільмі зіграла Естер Ралстон, стрічка отримала комерційний успіх. Успіх Арзнер призвів до того, що Paramount найняла її як режисерку ще трьох німих фільмів: «Десять сучасних заповідей» (1927), «Знайди свого чоловіка» (1927) і «Коктейль Манхеттену» (1928), після чого їй довірили зняти перший фільм зі звуком студії «Шалена вечірка» (1929), рімейк німого фільму, який сама Арзнер змонтувала.

### Кар'єра режисерки

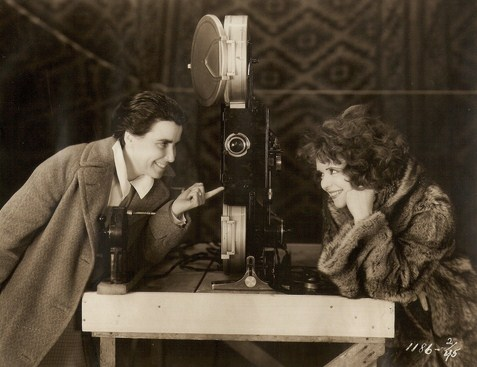
Дороті Арзнер (зліва) і Клара Боу на зніманнях фільму «Шалена вечірка» (1929) у рекламному фото.

Багато її фільмів мали подібну тему нетрадиційної романтики; «Шалена вечірка» розповідає про студентку коледжу, яку приваблює один зі своїх викладачів. «Честь серед закоханих» розповідає про бізнесмена, якого приваблює його секретарка, але вона в кінцевому підсумку виходить заміж за іншого, що призводить до любовного трикутника. «Крістофер Стронг» — це історія про незаконне кохання серед англійської аристократії, і головний герой закохується в іншу жінку, попри те, що вже був одружений, після того, як хлопець його дочки зробив те ж саме. У фільмі «Дружина Крейга» йдеться про жінку, яка виходить заміж за головного героя за його гроші, хоча це врешті-решт має негативні наслідки для неї, коли він стикається з поліцією. «Танцюй, дівчино, танцюй» — це фільм про двох танцівниць, що закохуються в одного чоловіка і сваряться через нього.
У «Шаленій вечірці» знялися Клара Боу в її першому розмовному фільмі та Фредрік Марч у своїй першій головній ролі. Щоб компенсувати незручність Боу, коли вона не могла вільно рухатися через громіздке звукове обладнання, Арзнер зробила установку, в якій мікрофон був прикріплений до кінця вудки, що дозволяло Боу пересуватися; це був перший бум-мікрофон. «Шалена вечірка» мала такий успіх, що поклала початок серії фільмів, «дії яких відбуваються в університетських містечках, де серед студентів, що люблять веселощі та п'ють, є студенти, які закохуються у своїх професорів».
Продовжила знімати фільми для Paramount, зокрема «Сара і син» (1930), з Рут Чаттертон у головній ролі, і «Честь серед закоханих» (1931), з Клодет Кольбер у головній ролі, у тому числі два фільми, де вона працювала в тандемі з режисером Робертом Мілтоном, «Чарівні грішники» (1929) та «За макіяжем» (1930). Після 1932 року вона залишила студію, щоб працювати на позаштатній основі. Під час позаштатною роботою зняла деякі зі своїх найвідоміших фільмів: «Крістофер Стронг» (1933) з Кетрін Хепберн; «Дружина Крейга» (1936), у головній ролі Розалінд Расселл; та «Танцюй, дівчино, танцюй» (1940), за участю Люсіль Болл. У цей час працювала з RKO, United Artists, Columbia та MGM.
«Крістофер Стронг» розповідає про льотчицю, на ім'я Синтія Даррінгтон, яку грає Кетрін Хепберн, що починає роман з одруженим чоловіком Крістофером Стронгом. Ближче до кінця фільму дружина Стронга Елейн, схоже, визнає і прощає Синтію за роман. Це приклад того, як Дороті Арзнер перевернула звичайні суспільні погляди на жінок з ніг на голову. Замість того, щоб протиставляти двох жінок одна проти одної, визначаючи жінок як суперниць, Арзнер ускладнює та перевіряє типові погляди на жінок, зображуючи справжній момент зв'язку між Синтією та Елейн. У статті для Jumpcut Джейн Гейнс стверджує, що читання «Крістофера Стронга» може натякати на віру Арзнер в те, що «гетеросексуальна моногамія калічить уяву і стримує апетит до життя».

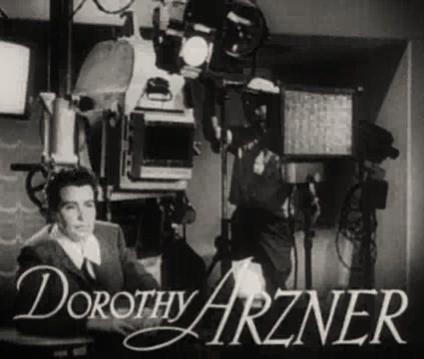
Кінорежисерка Дороті Арзнер у трейлері до фільму «Наречена була червоному» (1937)

«Дружина Крейга» розповідає історію Гаррієт Крейг, яку грає Розалінд Рассел, жінку, настільки захоплену утриманням свого будинку, що її більше нічого не цікавить.Фільм був заснований на однойменній п'єсі Джорджа Келлі, але відрізнявся у трактуванні своєї головної героїні. У п'єсі з набагато більш женоненависницьким поглядом на американську домогосподарку стояв чоловік Гаррієт, зображуючи її холодною та незацікавленою. У своєму есе під назвою «The Woman at the Keyhole: Women's Cinema and Feminist Criticism», Джудіт Мейн пише, що «це чоловік Гаррієт вийшов заміж за любов, а не за гроші», тоді як Гаррієт підійшла до шлюбу як до «ділового контракту». Таким чином, «Дружина Крейга» є прикладом актуальної теми в роботі Арзнер: репресивність гетеросексуальних шлюбів. У «Дружина Крейга» режисерка пропонує можливість жіночої спільноти після нестабільності гетеросексуального роману з останньою сценою між Гаррієт і овдовілою сусідкою. Обидві жінки були залишені своїми чоловіками абсолютно різними способами, і їхній наступний потенційно значущий зв'язок — це одна з одною.
«Танцюй, дівчино, танцюй» — один із найвідоміших фільмів режисерки. Описаний Variety як «бурлесковий фільм про приятельок, який приховує напад на чоловічий погляд під своїм гардеробом з блискітками та пір'ям», у фільмі знялися Люсіль Болл і Морін О'Хара в ролях подруг-танцівниць. Фільм є ще одним приклад того, як Дороті Арзнер підірвала й ускладнила традиційні зображення жінок і жіночих стосунків. Фільм є найвідомішим і найбільш вивченим твором Арзнер, який тематизує питання жіночого виконання, жіночих стосунків та соціальної мобільності. В одній зі сцен героїня протистоїть чоловікам зворушливим застереженням щодо їх об'єктивації жінок. У феміністичному кіно цю сцену читали як «повернення» чоловічого погляду та ширше звернення до аудиторії.

### Пізніша кар'єра
1943 року, після фільмування «First Comes Courage» (1943), пішла у відставку з Голлівуду. Існує припущення, що відставка була пов'язана зі зниженням сприйняття критиками та комерційного успіху її фільмів. Це також могло бути пов'язано зі зростанням системного сексизму та гомофобії після впровадження Кодексу Гейза. Попри те, що залишила Голлівуд, Арзнер продовжувала працювати в галузі кіно. Вона знімала навчальні фільми жіночого армійського корпусу під час Другої світової війни.
1950 року стала пов'язана з Pasadena Playhouse, відомою театральною компанією в південній Каліфорнії, де вона заснувала курси кінорежисури. Вона поставила кілька театральних вистав і знялася в радіопрограмі «Ти хочеш бути зіркою». У 1952 році увійшла до колективу художнього училища театру на посаді завідувачки кафедри кіно і телебачення. Викладала перший курс кіно в університеті. Наприкінці п'ятдесятих стала консультанткою із розваг і реклами в компанії Pepsi під впливом дружини боса Джоан Кроуфорд, з якою в Арзнер були близькі стосунки. Зняла серію успішних рекламних роликів для Pepsi, більшість з яких з Кроуфорд.
1961 року приєдналася до Школи театру, кіно і телебачення UCLA у відділі кіно як співробітниця, де провела чотири роки, керуючи кінематографічними класами, перш ніж піти на пенсію в червні 1965 року. Там вона викладала у Френсіса Форда Копполи і стала для нього очевидним прикладом у майбутньому. Документи, файли та фільми Дороті Арзнер зберігаються в Cinema and Television File в UCLA, завдяки Джоді Фостер, яка зібрала достатньо коштів на їх утримання.

## Особисте життя

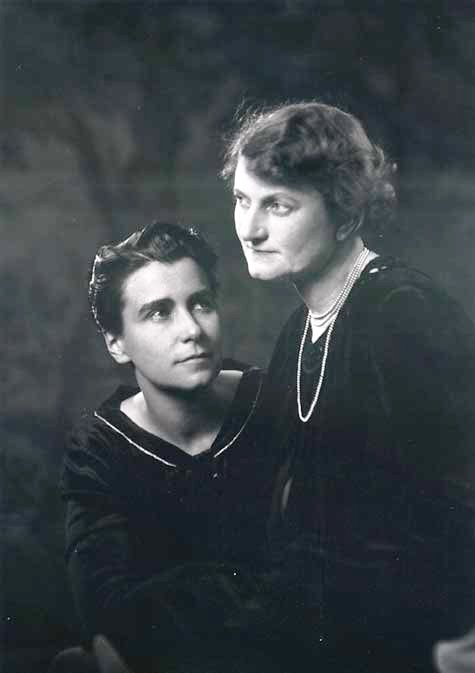
Дороті Азнер (зліва) та Маріон Морган у 1927 році

Сорок років, з 1930 року й до смерті, прожила разом з Маріон Морган, танцюристкою і балетмейстеркою, старшою за неї на десять років. Також мала романтичні стосунки з багатьма акторками, серед яких: Алла Назімова та Біллі Берк.

## Вшанування пам'яті
- Її ім'я вибите на Алеї Слави у Голлівуді.

## Фільмографія
| Рік  | Назва                           | Оригінальна назва            | Примітки                                                            |
| ---- | ------------------------------- | ---------------------------- | ------------------------------------------------------------------- |
| 1919 | Занадто Джонсона                | Too Much Johnson             | режисерка монтажу; фільм втрачений                                  |
| 1920 | Шість кращих погребів           | The Six Best Cellars         | режисерка монтажу                                                   |
| 1922 | Кров і пісок                    | Blood and Sand               | відзняла додатковий матеріал, в титрах не вказана                   |
| 1923 | Критий фургон                   | The Covered Wagon            | режисерка монтажу                                                   |
| 1924 | Інес з Голлівуду                | Inez from Hollywood          | режисерка монтажу                                                   |
| 1927 | Мода для жінок                  | Fashions for Women           |                                                                     |
| 1927 | Десять сучасних заповідей       | Ten Modern Commandments      |                                                                     |
| 1927 | Отримайте вашого чоловіка       | Get Your Man                 |                                                                     |
| 1928 | Манхеттенський коктейль         | Manhattan Cocktail           | втрачений, окрім монтажу Славко Воркапіча 2005 року «Небачене кіно» |
| 1929 | Шалена вечірка                  | The Wild Party               |                                                                     |
| 1930 | За макіяжем                     | Behind the Make-Up           | в титрах не вказана                                                 |
| 1930 | Сара і син                      | Sarah and Son                |                                                                     |
| 1930 | Першочергове значення на параді | Paramount on Parade          | співрежисерка                                                       |
| 1930 | Чиясь жінка                     | Anybody's Woman              |                                                                     |
| 1931 | Будинок, який збудували тіні    | The House That Shadows Built |                                                                     |
| 1931 | Честь серед закоханих           | Honor Among Lovers           |                                                                     |
| 1931 | Робочі дівчата                  | Working Girls                |                                                                     |
| 1932 | Ми весело йдемо в пекло         | Merrily We Go to Hell        |                                                                     |
| 1933 | Крістофер Стронг                | Christopher Strong           |                                                                     |
| 1934 | Нана                            | Nana                         |                                                                     |
| 1936 | Дружина Крейга                  | Craig's Wife                 |                                                                     |
| 1937 | Кінець місіс Чейні              | The Last of Mrs. Cheyney     | в титрах не вказана                                                 |
| 1937 | Наречена була в червоному       | The Bride Wore Red           |                                                                     |
| 1940 | Танцюй, дівчина, танцюй         | Dance, Girl, Dance           |                                                                     |
| 1943 | Першою приходить сміливість     | First Comes Courage          |                                                                     |